# Luis Ramallo
Luis Jacinto Ramallo García (Badajoz, 24 de mayo de 1938) es un político español. Fue el primer presidente de la Junta Regional de Extremadura.

## Biografía
Licenciado en Derecho, es abogado desde 1962. Diputado en el Congreso por la UCD durante la legislatura constituyente (1977-1979), es nombrado Presidente de la Junta regional de Extremadura, cargo que ocupa hasta su dimisión en 1980, siendo sucedido por Manuel Bermejo Hernández. Desde entonces, continuó como diputado, siendo ya del Partido Popular, en el Congreso hasta 1996, cuando a raíz de la victoria del Partido Popular fue nombrado Vicepresidente de la Comisión Nacional del Mercado de Valores, hasta el año 2000, cuando se retira de la política activa y ejerce de notario. En el año 2001 se vio envuelto en el escándalo del caso Gescartera del que resultó absuelto. Reconoció haber recibido regalos por valor de más 12.000 euros de Antonio Camacho.

## Cargos Desempeñados
- Senador por Badajoz. (1977-1982)
- Presidente de la Junta Regional de Extremadura. (1978-1980)
- Diputado por Badajoz en el Congreso de los Diputados. (1982-1996)
- Presidente del PP de Badajoz. (1989-1993)
- Portavoz del Grupo Popular en el Congreso de los Diputados. (1989)
- Presidente del PP de Extremadura. (1990-1993)
- Vicepresidente de la Comisión Nacional del Mercado de Valores. (1996-2001)